# Grand Prix Belgie 1966
Grand Prix Belgie 1966 (oficiálně XII Grote Prijs Van Belgie) se jela na okruhu Circuit de Spa-Francorchamps v Stavelotu v Belgii dne 12. června 1966. Závod byl druhým v pořadí v sezóně 1966 šampionátu Formule 1.

## Kvalifikace
| Poř. | No. | Jezdec          | Konstruktér         | Čas    | Ztráta  |
| ---- | --- | --------------- | ------------------- | ------ | ------- |
| 1    | 6   | John Surtees    | Ferrari             | 3:38.0 | —       |
| 2    | 19  | Jochen Rindt    | Cooper-Maserati     | 3:41.2 | +3.2    |
| 3    | 15  | Jackie Stewart  | BRM                 | 3:41.5 | +3.5    |
| 4    | 3   | Jack Brabham    | Brabham-Repco       | 3:41.8 | +3.8    |
| 5    | 7   | Lorenzo Bandini | Ferrari             | 3:43.8 | +5.8    |
| 6    | 20  | Jo Bonnier      | Cooper-Maserati     | 3:44.3 | +6.3    |
| 7    | 16  | Mike Spence     | Lotus-BRM           | 3:45.2 | +7.2    |
| 8    | 18  | Richie Ginther  | Cooper-Maserati     | 3:45.4 | +7.4    |
| 9    | 14  | Graham Hill     | BRM                 | 3:45.6 | +7.6    |
| 10   | 10  | Jim Clark       | Lotus-Climax        | 3:45.8 | +7.8    |
| 11   | 8   | Bob Bondurant   | BRM                 | 3:50.5 | +12.5   |
| 12   | 22  | Guy Ligier      | Cooper-Maserati     | 3:51.1 | +13.1   |
| 13   | 4   | Denny Hulme     | Brabham-Climax      | 3:51.4 | +13.4   |
| 14   | 21  | Jo Siffert      | Cooper-Maserati     | 3:53.8 | +15.8   |
| 15   | 27  | Dan Gurney      | Eagle-Climax        | 3:57.6 | +19.6   |
| 16   | 28  | Phil Hill       | McLaren-Ford        | 4:01.7 | +23.7   |
| DNS  | 24  | Bruce McLaren   | McLaren-Serenissima | 3:57.6 | +19.6   |
| DNS  | 8   | Vic Wilson      | BRM                 | 4:26.0 | +48.0   |
| DNS  | 11  | Peter Arundell  | Lotus-BRM           | 5:01.2 | +1:23.2 |

## Závod
| Poř.   | No. | Jezdec          | Konstruktér         | Počet kol | Čas/Odstoupení | Pořadí na startu | Body |
| ------ | --- | --------------- | ------------------- | --------- | -------------- | ---------------- | ---- |
| 1      | 6   | John Surtees    | Ferrari             | 28        | 2:09:11.3      | 1                | 9    |
| 2      | 19  | Jochen Rindt    | Cooper-Maserati     | 28        | + 42.1         | 2                | 6    |
| 3      | 7   | Lorenzo Bandini | Ferrari             | 27        | + 1 kolo       | 5                | 4    |
| 4      | 3   | Jack Brabham    | Brabham-Repco       | 26        | + 2 kola       | 4                | 3    |
| 5      | 18  | Richie Ginther  | Cooper-Maserati     | 25        | + 3 kola       | 8                | 2    |
| NC     | 22  | Guy Ligier      | Cooper-Maserati     | 24        | + 4 kola       | 12               |      |
| NC     | 27  | Dan Gurney      | Eagle-Climax        | 23        | + 5 kol        | 15               |      |
| Ret    | 15  | Jackie Stewart  | BRM                 | 0         | Nehoda         | 3                |      |
| Ret    | 20  | Jo Bonnier      | Cooper-Maserati     | 0         | Nehoda         | 6                |      |
| Ret    | 16  | Mike Spence     | Lotus-BRM           | 0         | Nehoda         | 7                |      |
| Ret    | 14  | Graham Hill     | BRM                 | 0         | Nehoda         | 9                |      |
| Ret    | 10  | Jim Clark       | Lotus-Climax        | 0         | Motor          | 10               |      |
| Ret    | 24  | Bob Bondurant   | BRM                 | 0         | Nehoda         | 11               |      |
| Ret    | 4   | Denny Hulme     | Brabham-Climax      | 0         | Nehoda         | 13               |      |
| Ret    | 21  | Jo Siffert      | Cooper-Maserati     | 0         | Nehoda         | 14               |      |
| Ret    | 28  | Phil Hill       | McLaren-Ford        | 0         | Odvolán        | 16               |      |
| DNS    | 24  | Bruce McLaren   | McLaren-Serenissima |           | Ložisko        |                  |      |
| DNS    | 11  | Peter Arundell  | Lotus-BRM           |           | Motor          |                  |      |
| DNS    | 8   | Vic Wilson      | BRM                 |           | Nenastoupil    |                  |      |
| Zdroj: |     |                 |                     |           |                |                  |      |

## Průběžné pořadí po závodě
Pohár jezdců
|        | Pořadí | Jezdec          | Body |
| ------ | ------ | --------------- | ---- |
| 1      | 1      | Lorenzo Bandini | 10   |
| 1      | 2      | Jackie Stewart  | 9    |
| 4      | 3      | John Surtees    | 9    |
| 3      | 4      | Jochen Rindt    | 6    |
| 2      | 5      | Graham Hill     | 4    |
| Zdroj: |        |                 |      |

Pohár konstruktérů
|        | Pořadí | Konstruktér     | Body |
| ------ | ------ | --------------- | ---- |
| 1      | 1      | Ferrari         | 15   |
| 1      | 2      | BRM             | 9    |
|        | 3      | Cooper-Maserati | 6    |
|        | 4      | Brabham-Repco   | 3    |
| Zdroj: |        |                 |      |